# Marino Zanotti
Marino Zanotti (1952) è un politico sammarinese.
Ha ricoperto l'incarico di Capitano Reggente da ottobre 1997 ad aprile 1998 in coppia con Luigi Mazza. Milita dal 2005 nel Partito dei Socialisti e dei Democratici, dopo esser stato a lungo esponente del Partito Socialista Sammarinese.